# Гексагональные шахматы Глинского

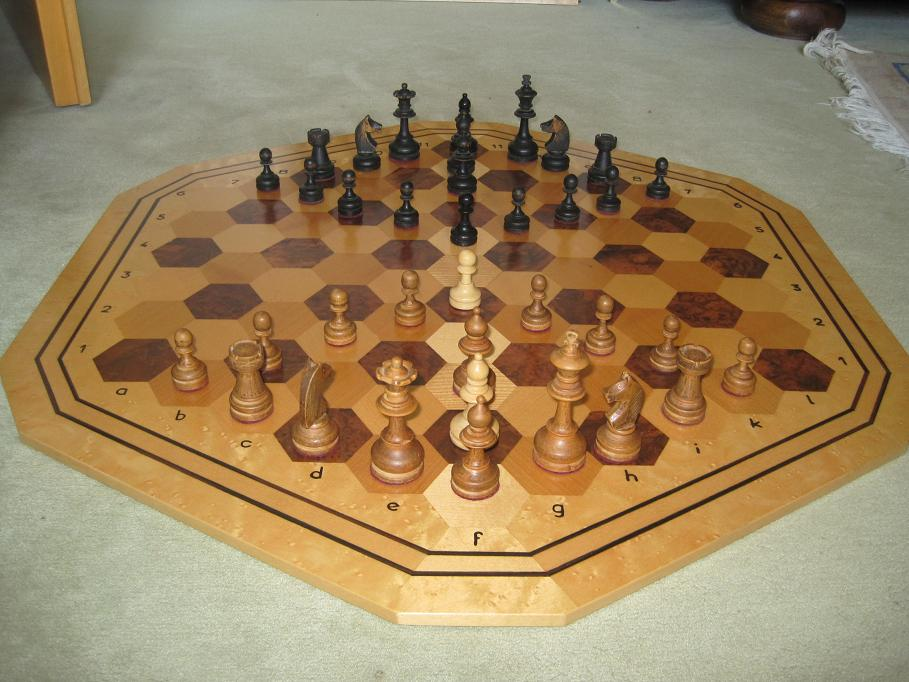
Гексагональные шахматы Глинского

Гексагональные шахматы Глинского — разновидность игры в шахматы для двух игроков, на шестиугольной доске, содержащей 91 шестиугольное поле трёх цветов. Изобретены польским инженером Владиславом Глинским во второй половине 1930-х годов, запатентованы в 1946 году. Являются, вероятно, наиболее известным из гексагональных вариантов шахмат.

## Инвентарь и правила

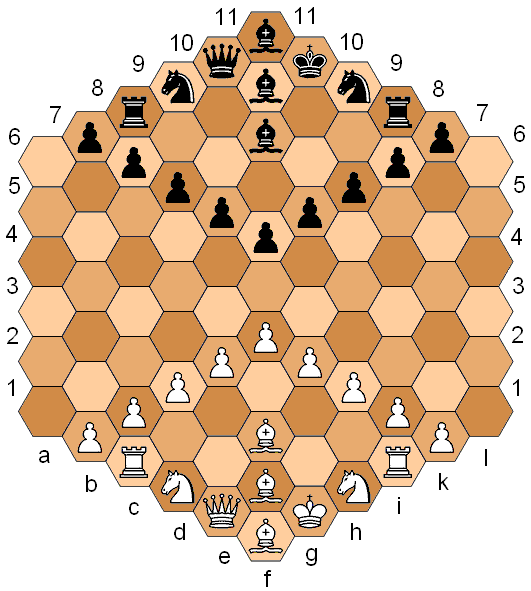
Гексагональные шахматы Глинского. Начальное положение фигур.

Доска для шахмат Глинского — правильный шестиугольник из 91 шестиугольного поля (см. диаграмму).
Комплекты фигур соответствуют обычным шахматам, только каждой стороне добавляется ещё один слон и одна пешка. Правила движения фигур похожи на классические шахматы, если считать, что роль горизонталей выполняют косые линии полей, параллельные одной из невертикальных сторон доски, а роль диагоналей — линии полей одного цвета. Так, на приведённой диаграмме через центральное поле, имеющее обозначение f6 (вертикали на доске нумеруются буквами, а «горизонтали» — цифрами), проходят три линии, аналогичные вертикалям и горизонталям (a6 — l1, f1 — f11, a1 — l6) и три диагонали (b4 — k4, d2 — h8, h2 — d8).
- Ладья ходит на любое количество полей по вертикалям и «горизонталям».
- Слон ходит на любое количество полей по диагоналям своего цвета.

|  |

- Ферзь объединяет возможности хода ладьи и слона.
- Король может ходить на одно поле по вертикали, горизонтали или диагонали.
- Пешка ходит на одно поле вперёд, при первом ходе может сходить на два поля вперёд, бьёт по горизонтали вперёд на одно поле (с b5 на a5 или на c6). Если пешка, стоящая на начальной позиции, совершает взятие по направлению к центральной вертикали f (то есть переходит на начальную позицию другой своей пешки), она сохраняет право простого хода вперёд на два поля. Возможно взятие на проходе: в ответ на первый ход пешкой, сделанный на два поля вперёд через поле, атакованное пешкой противника, противник может взять ходившую пешку, пойдя своей пешкой на поле, «перепрыгнутое» при двойном ходе; право действует только на ходу, ответном на двойной ход пешки. Достигнув последнего поля вертикали, пешка может быть превращена в фигуру.

|  |

- Ход коня похож на слегка разогнутую букву Г: на два поля по вертикали или «горизонтали» и ещё на одно поле по другой вертикали или «горизонтали» (поворот на 120 градусов). Конь, стоящий на f6, может пойти на поля c5, с4, d7, d3, e8, e3, g8, g3, h7, h3, i5,i4,). Иными словами, конь ходит на ближайшие к его позиции поля, которые недоступны ходу ферзя. Как и в классических шахматах, конь — не линейная фигура, он «перепрыгивает» при ходе с исходного поля на конечное, для возможности хода достаточно, чтобы конечное поле было свободно (или занято фигурой или пешкой противника, которая в этом случае будет взята).

|  |

- Рокировок нет (рокировка была сочтена ненужной).

Для выигрыша в партии необходимо поставить мат королю противника. Оригинальна трактовка пата в шахматах Глинского: он приводит не к ничьей, а к выигрышу поставившего пат, однако ценность выигрыша патом меньше ценности выигрыша матом. В турнирах за пат победивший игрок получает 0,75 очка, а проигравший — 0,25 очка.

## История
Один из первых вариантов шахмат на доске с шестиугольными полями предложил англичанин, лорд Баскервиль, в 1929 году. Эта игра велась на прямоугольной доске, составленной из шестиугольных ячеек. На доске было 83 поля.
Работать над своим вариантом шахмат на шестиугольной доске Владислав Глинский начал в 1938 году. Во время войны Глинский служил в британской армии, в 1946 он приехал в Англию, принял британское гражданство и запатентовал первый вариант своих шахмат (патент № 616.572 от 5.09.46) под названием «польские шахматы».
В начале 1970-х игра была доработана и в 1973 году был получен патент на её современный вариант. В этом же году было создано издательство «Hexagonal Chess Publications» и опубликованы окончательные правила игры. Распространение гексагональных шахмат началось с Англии и Польши, где игра быстро стала довольно популярной. В 1976 году была создана английская федерация гексагональных шахмат (BHCF — British Hexagonal Chess Federation) и состоялся первый чемпионат по гексагональным шахматам. В 1978 году Глинский посетил Польшу, его визит широко освещался в прессе и способствовал усилению интереса к гексагональным шахматам в Восточной Европе. За 18 месяцев было продано свыше 90 тысяч комплектов для игры.
В 1980 году была создана международная федерация гексагональных шахмат (IHCF — International Hexagonal Chess Federation).

## Анализ

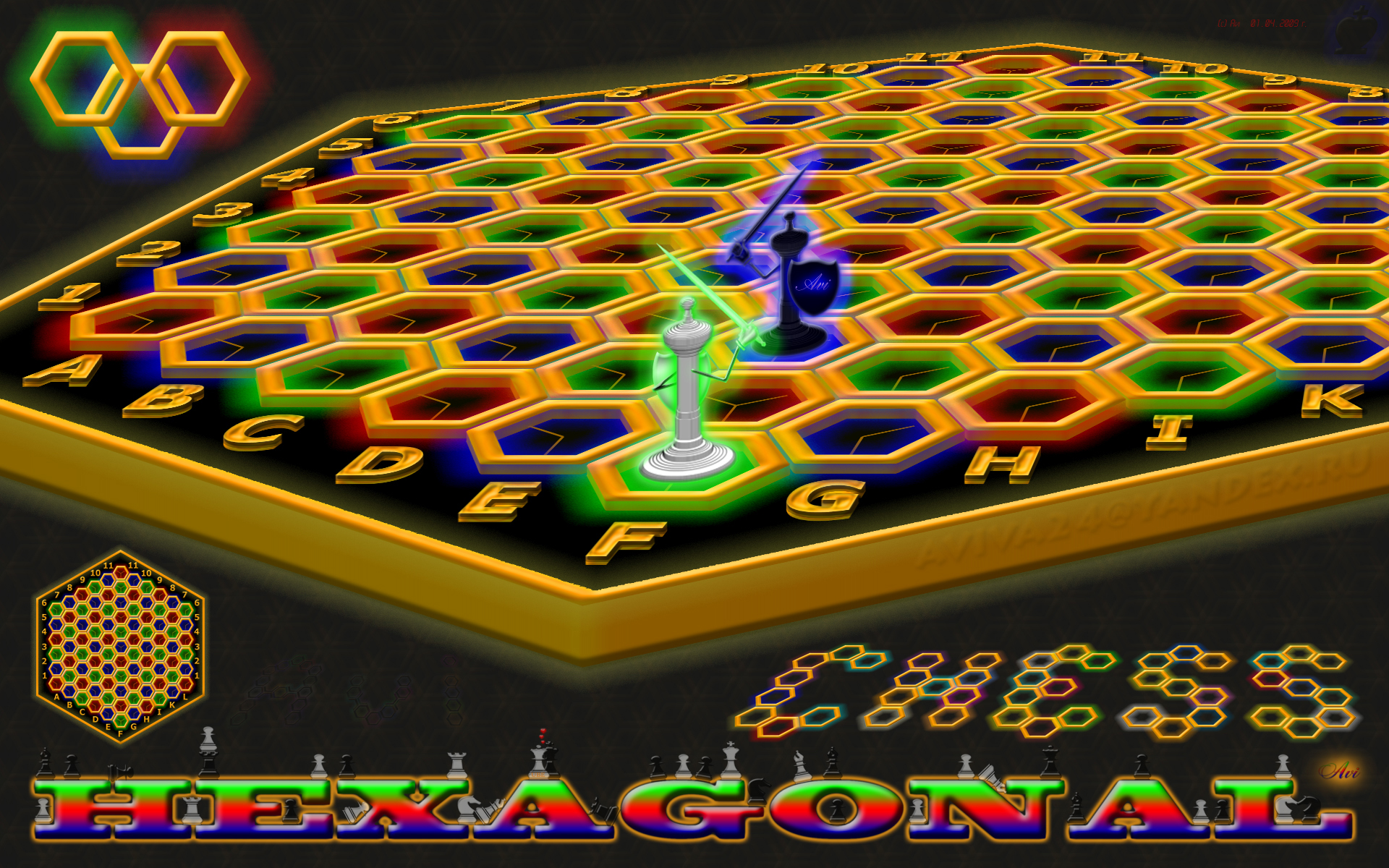
Иллюстрация

Теория гексагональных шахмат пока разработана достаточно слабо. Имеется лишь некоторый наработанный набор дебютов и общих тактических и стратегических рекомендаций.
Геометрия шестиугольной доски существенно отличается от обычной. В частности, это отражается на гораздо большей «проникающей способности» слонов и ферзей: они способны проходить сквозь сплошной ряд фигур, стоящий на одной «горизонтали». Из начальной позиции выйти за пределы пешечного ряда могут не только кони, но и один из слонов и ферзь.
Плотность фигур на доске ниже, чем у классических шахмат, а вариантов ходов у большинства фигур больше. Начальная позиция характерна наличием пустых полей внутри построения.
Отличаются сравнительные силы фигур. Например, разница между мощностью ладьи и ферзя заметно меньше, чем в классических шахматах: если там ферзь, стоящий в центре доски, угрожает 27 полям, а ладья — только 14 (соотношение почти 2:1), то здесь ферзь угрожает 42, а ладья — 30 полям (соотношение близко к 4:3).
Для эндшпилей с малым числом фигур выявлены следующие закономерности:
- Король и два коня всегда могут поставить мат одинокому королю.
- Король и ладья побеждают короля и коня (крайне редко возможна ничья в результате вечного шаха).
- Король и ладья всегда побеждают короля и слона.
- Король и два слона, как правило, не могут поставить мат одинокому королю (исключение составляют 0,17 % позиций).
- Король, конь и слон не могут поставить мат одинокому королю (исключение составляют 0,5 % позиций).
- Король и ферзь не обязательно побеждают короля и ладью: в 4,3 % позиций фиксируется вечный шах, 37,2 % позиций приводят к ничьей.
- Король и ладья всегда дают мат одинокому королю.

## Шахматы МакКуэя

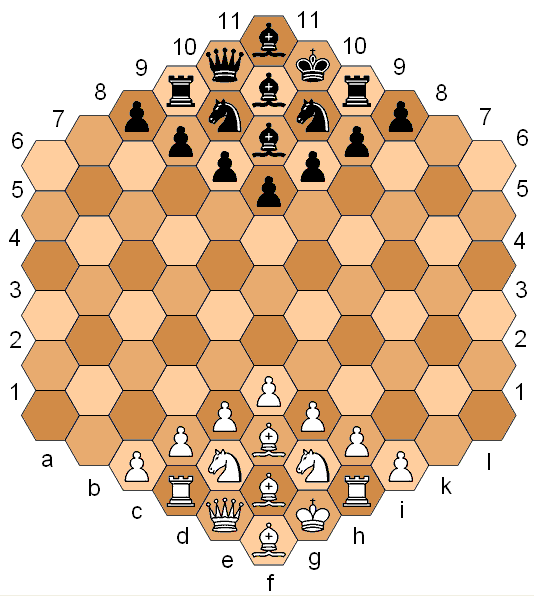
Шахматы МакКуэя — доска и начальная расстановка

Вариантом шахмат Глинского являются гексагональные шахматы МакКуэя. Они были предложены Дэйвом МакКуэем и Ричардом Хонейкутом.
В них используется та же доска, набор фигур и правила, что и в шахматах Глинского, за исключением следующих отличий:
- В комплекте только 7 пешек — на две меньше, чем в шахматах Глинского и на одну меньше, чем в классических шахматах.
- Используется более компактная начальная расстановка фигур, при которой внутри построения каждой стороны нет свободных полей (см. диаграмму).
- Пешка бьёт вперёд по диагонали (по направлению хода слона). Этот ход формально ближе к ходу пешки в классических шахматах, он также принят в шахматах Шафрана.
- Пешка, стоящая на центральной вертикали (вертикаль f), не может делать первый ход на два поля, в результате чего ни один из игроков не может одним ходом пешки из начального положения занять центр.
- Пат приносит ничью.